# Krzysztof Róziewicz
Krzysztof Róziewicz (ur. 1955 w Żyrardowie) – polski grafik i rysownik.
W latach 1986–1991 studiował na Wydziale Grafiki Akademii Sztuk Pięknych w Warszawie. Dyplom uzyskał w pracowni grafiki warsztatowej prof. Romana Artymowskiego i aneks dyplomowy z rysunku w pracowni prof. Juliana Raczko.

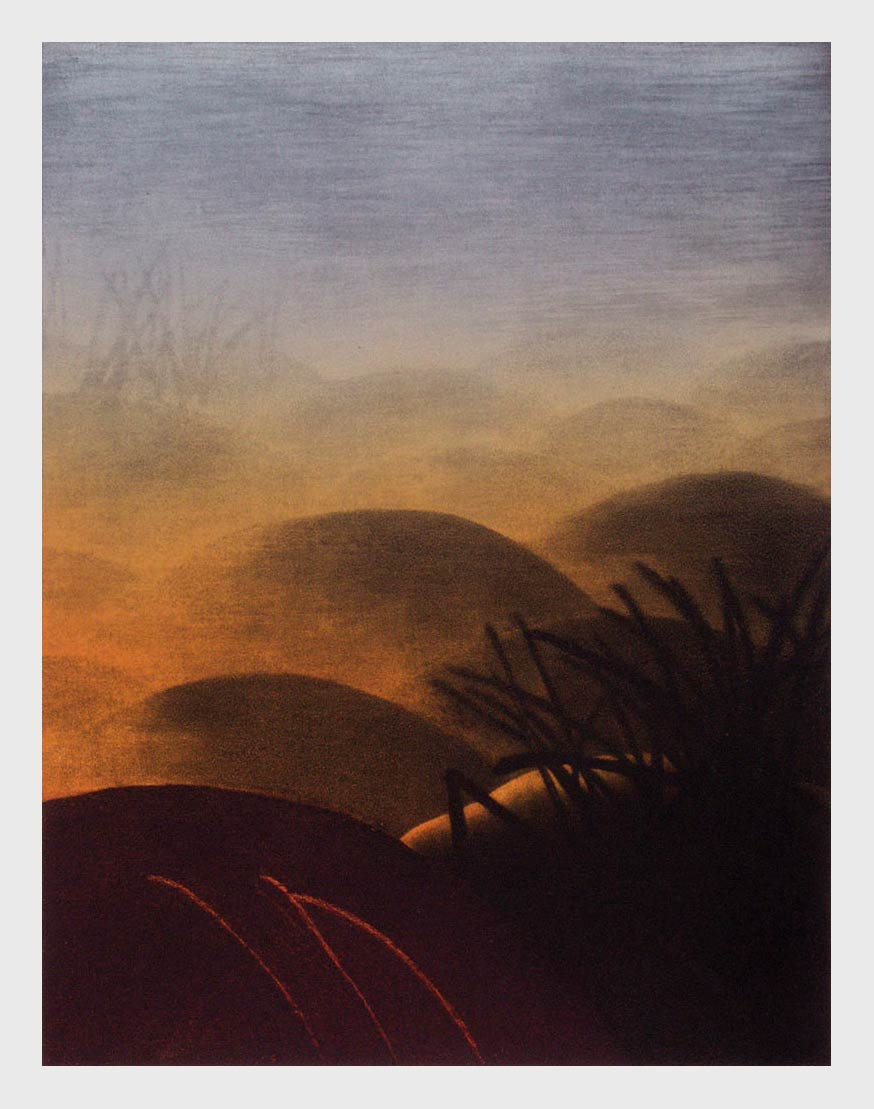

Tworzy pejzaże używając tradycyjnych technik graficznych: mezzotinta, akwatinta, sucha igła. Uczestnik wystaw indywidualnych i zbiorowych zarówno w kraju jak i za granicą. Jest laureatem wielu nagród artystycznych:
- 1991 – Wyróżnienie III Międzynarodowego Triennale Grafiki "Mezzotinta '91" Sopot[7]
- 1992 – II Nagroda Triennale Grafiki Krajów Nadbałtyckich, Gdańsk[8]
- 1995 – 2013 – laureat 30[9] nagród w konkursie Grafika Warszawska, w tym:
- 1999 – Nagroda Roku Rektora ASP w Warszawie[7]
- 2006 – II Nagroda Roku[10]
- 2008 – III Nagroda Roku oraz nagroda roku Wojewody Mazowieckiego[11][12]

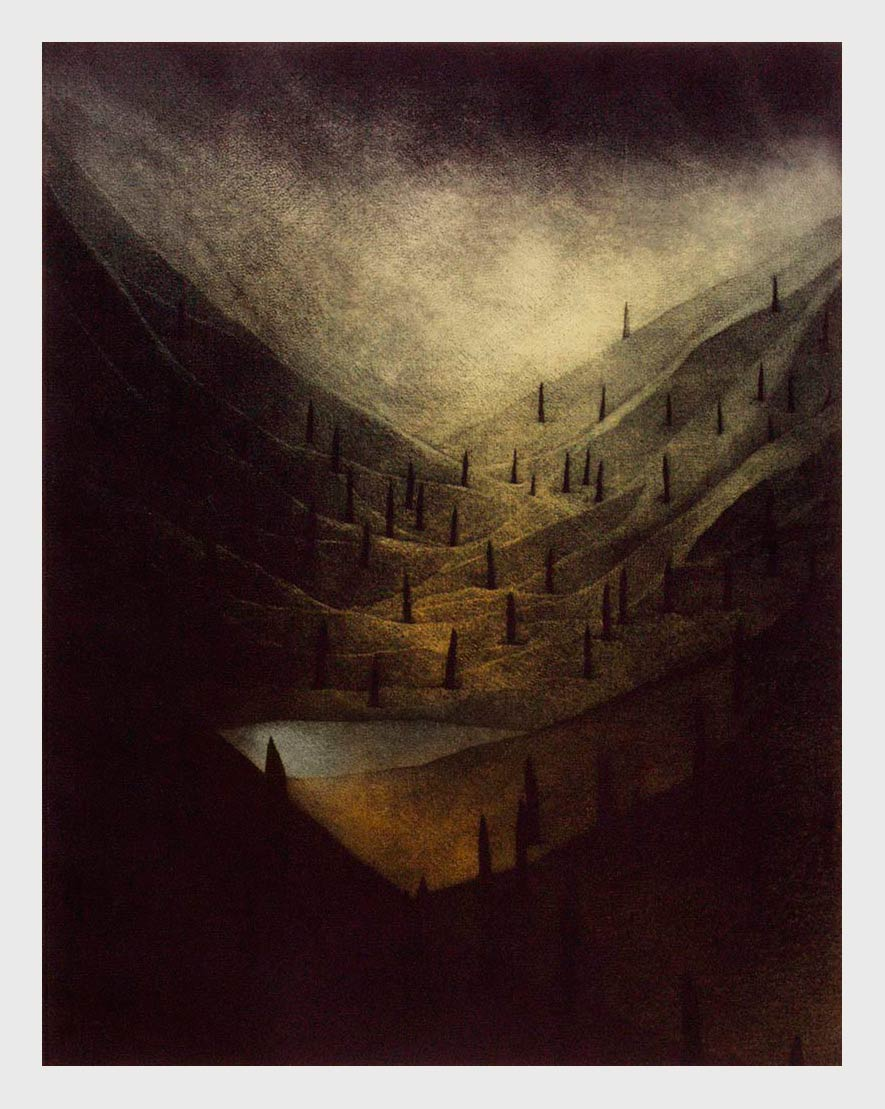

Jego prace znajdują się w zbiorach muzealnych i prywatnych.
- Muzeum Narodowe w Warszawie
- Muzeum Narodowe w Gdańsku
- Muzeum Archidiecezjalne w Katowicach
- Kolekcja Watykańska
- Centrum Sztuki im. St. Witkiewicza, Galeria STUDIO w Warszawie[13]
- Kolekcja Mazowieckiego Centrum Kultury w Warszawie[4][14]
- Muzeum Miejskie, Cremona, Włochy[6]

Richard Noyce angielski krytyk sztuki i pisarz w swojej książce „Contemporary Graphic art in Poland” napisał: ...choć tematem prac Róziewicza są pejzaże, nie są one w żaden sposób topograficzne, nie odnoszą się do konkretnych miejsc, ale do przestrzeni w wyobraźni które jednak pozostają rozpoznawalne. Pejzaże to ciche światy, baśniowe, lecz nie ozdobne, bardzo silnie wpisujące się w tradycję romantyczną….

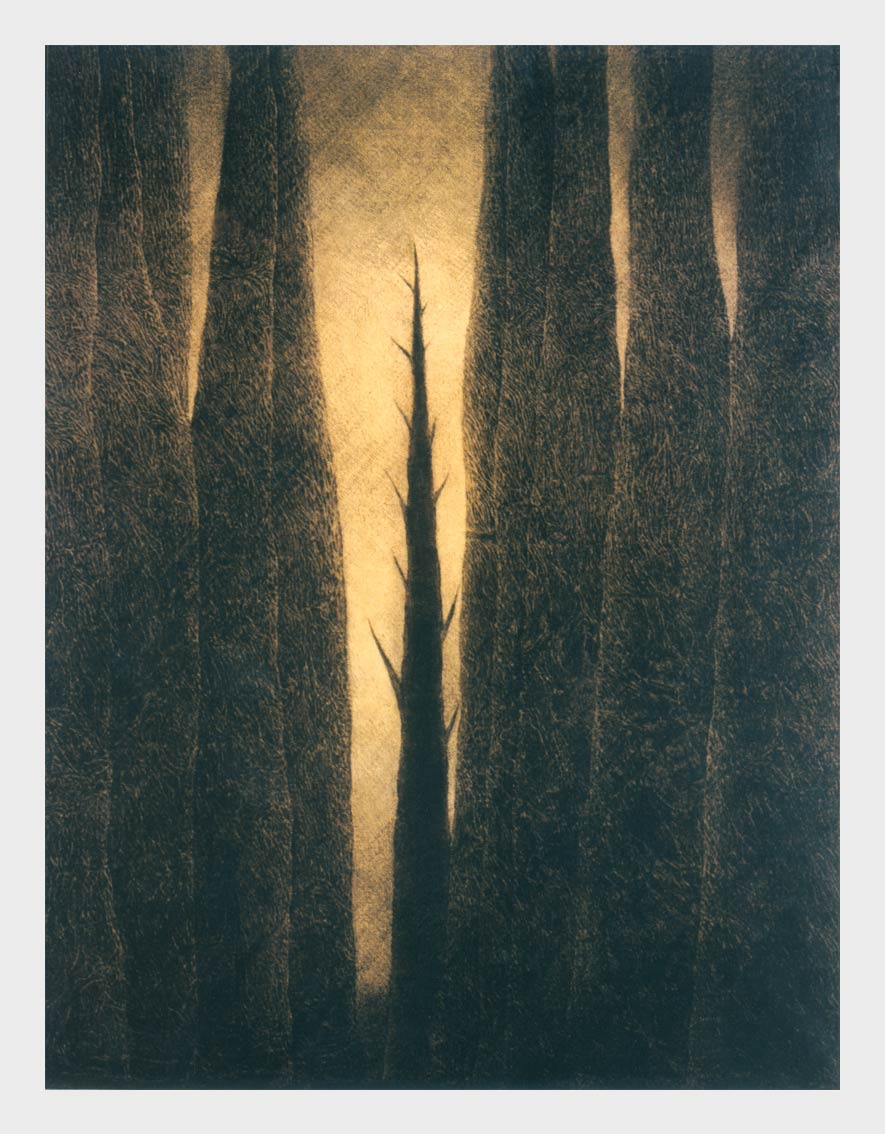

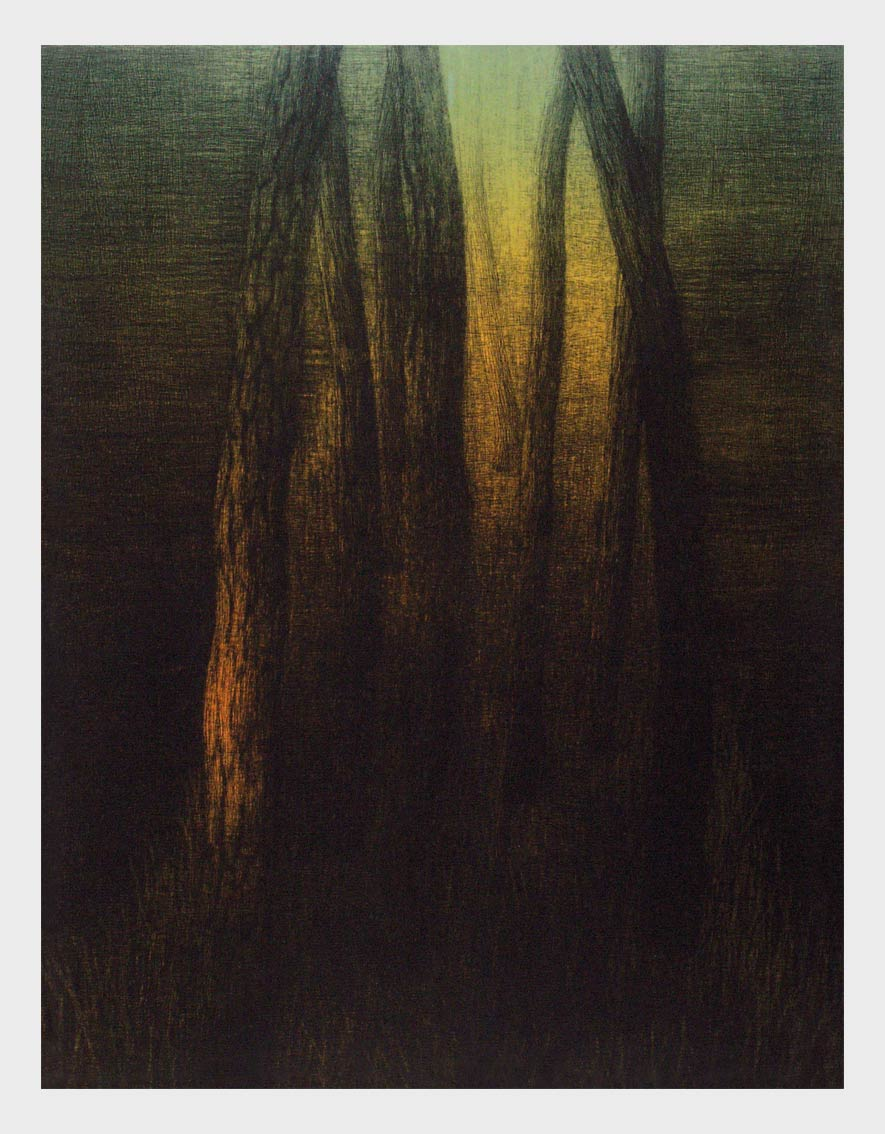